# 해리슨 영
해리슨 영(Harrison Young, 1930년 3월 13일 ~ 2005년 7월 3일)은 미국의 텔레비전 배우, 영화배우, 작가이다.

## 영화
- 플라이보이스 (2008년)
- 키스 키스 뱅뱅 (2005년)
- 살인마 가족 (2003년)
- 부바 호-텝 (2002년)
- 켄 파크 (2002년)
- 한국전쟁 (2001년)
- 크로커다일 (2000년)
- CSI 라스베가스 시즌1 (2000년)
- 블래스트 (1999년)
- 용가리 (1999년) - 닥터 웬델 휴즈 역
- 잔인한 달을 만드는 법 (1998년)
- 챔피언스 (1998년)
- 섹스의 반대말 (1998년)
- 프라이머리 컬러스 (1998년)
- 라이언 일병 구하기 (1998년)
- 트루 벤젼스 (1997년)
- 마담 사반트 (1997년)
- 더 게임 (1997년)
- 라디오 액터 (1996년)
- 일리언 4 (1996년)
- 건크레이지 (1992년)
- 왁스웍 2 (1992년)
- 비버리힐즈의 아이들 (1990년)